# Серсея Ланнистер
Серсе́я Ла́ннистер (англ. Cersei Lannister) — персонаж серии фэнтези-романов «Песнь Льда и Огня» американского писателя Джорджа Мартина. Представительница рода Ланнистеров, жена короля Роберта Баратеона, мать королей Джоффри и Томмена, регент Семи Королевств при правлении своих детей и незаконно-узурпировавшая власть королева Семи Королевств Вестероса. Является одним из центральных персонажей (ПОВ) серии, от лица которого ведётся часть глав романов. Появляется в книгах «Игра престолов» (1996), «Битва королей» (1998), «Буря мечей» (2000), а в книгах «Пир стервятников» (2005), «Танец с драконами» (2011) и «Ветра зимы» является центральным персонажем.
В телесериале «Игра престолов» роль Серсеи Ланнистер играет британская актриса Лина Хиди. В 2014 за эту роль Хиди была номинирована на премию «Эмми» в категории «Лучшая женская роль второго плана в драматическом телесериале». Также в числе всего актёрского состава сериала была номинирована на «Премию Гильдии киноактёров США» за лучший актёрский состав в драматическом сериале в 2012, 2014 и 2015 годах.
В рейтинге лучших персонажей телесериала, составленного газетой The Independent, Серсея Ланнистер занимает высшую строчку.

## Личность
Серсея впервые появилась в романе 1996 года «Игра престолов». Она принадлежит к дому Ланнистеров, является старшим ребёнком и единственной дочерью лорда Тайвина Ланнистера и его жены леди Джоанны, сестрой-близнецом сира Джейме Ланнистера, с которым имеет кровосмесительные отношения. Когда-то Серсея должна была стать женой наследника Железного престола Рейегара Таргариена, но помолвка была разорвана. За пятнадцать лет до событий первой книги Серсея вышла замуж за короля Роберта Баратеона и стала королевой Семи Королевств, однако она никогда не любила и не уважала мужа. У неё трое детей, рождённых в браке с Робертом, однако на самом деле отцом всех троих является Джейме. Серсея хитра, амбициозна, умело интригует и манипулирует людьми. Однако чем большей власти Серсея добивается, тем большую некомпетентность в управлении государством она демонстрирует. Психика Серсеи становится всё более и более неустойчивой и параноидальной; из-за пророчества, полученного в детстве, она считает, что её младший брат-карлик (Тирион Ланнистер) является виновником всех её проблем и несчастий.

## Роль в сюжете

### Игра престолов
В начале романа, король Роберт Баратеон, его королева Серсея и большая часть двора едут на Север, чтобы предложить Неду Старку (Хранителю Севера) пост Десницы Короля. Во время королевского визита в Винтерфелл, Бран Старк случайно видит совершение инцеста королевы с её братом Джейме Ланнистером. Чтобы предотвратить огласку измены, Джейме пытается убить Брана, столкнув его с башни, но тот остаётся в живых (но становится инвалидом).
У Серсеи и Роберта брак без любви, их союз был заключён в политических целях, чтобы связать два Великих дома вместе. И Серсея, и Роберт постоянно изменяют друг другу; Роберт является отцом двадцати бастардов, а Серсея делает вид, что её дети от мужа-короля, а не от брата Джейме. Нед Старк в конечном счёте обнаруживает правду о неверности королевы Серсеи и сообщает это ей, давая возможность бежать из Королевства, и тем самым избавить Роберта от тяжести вины из-за вероятной казни невинных детей. Однако незаметно для Неда, Серсея уже организовала смерть Роберта из-за несчастного случая на охоте. С помощью Петира Бейлиша и Сансы Старк (по незнанию), Серсея казнит Неда за попытку государственного переворота и становится регентом Джоффри, получая полный контроль над столицей.

### Битва королей
Разочарованный тем, что Серсея совершает много политических просчётов и неспособна контролировать своего сына, короля Джоффри Баратеона, отец Серсеи Тайвин Ланнистер назначает собственного сына Тириона Ланнистера Десницей короля, чтобы он контролировал Серсею и Джоффри. Как только Тирион оказывается в столице, он вступает в жестокую борьбу за власть с королевой Серсеей, методично удаляя её сторонников с поля игры и не допуская в Малый совет ставленников короля.
На протяжении романа Серсея мучает и унижает Сансу Старк при каждом удобном случае. Когда Станнис Баратеон, младший брат Роберта, нападает на Королевскую Гавань, Серсея и Джоффри укрываются в укреплённой башне, оставив Тириона руководить обороной города. Когда Станнис уже собирается проламывать ворота, приходят войска Ланнистеров и Тиреллов, а Станнис бежит из города. Тайвин занимает своё место как Десница Короля, вновь принижая Серсею и лишая её власти как регента Джоффри.

### Буря мечей
После того, как Тайвин официально приступает к исполнению своих обязанностей в качестве Десницы Короля, он даёт Серсее понять, что ей больше не рады на заседании Малого Совета, лишая её последних остатков политического авторитета. Кроме того, в качестве условия их союза с домом Тиреллов, Джоффри должен жениться на Маргери Тирелл, а Серсея — выйти замуж за Уиласа Тирелла и уехать в Хайгарден. Серсея возмущена таким развитием событий и расстроена, что потеряла власть не только на политической арене, но и не в силах больше распоряжаться собственной жизнью.
Эти планы нарушаются, когда Джоффри отравляют на собственном свадебном пиру. Обезумевшая от горя в связи с гибелью старшего сына, Серсея обвиняет Тириона в отравлении короля из мести. Серсея манипулирует участниками суда над Тирионом, подкупает и запугивает свидетелей по делу, чтобы гарантировать обвинительный приговор. Когда Тирион требует суд поединком, Серсея выбирает Григора Клигана, по прозвищу Гора, как чемпиона Короны. Гора побеждает, убивая чемпиона Тириона. Тайвин признаёт Тириона виновным и приговаривает его к смерти, однако Тирион сбегает из тюрьмы с помощью любовника и брата Серсеи Джейме и убивает Тайвина. Серсея снова получает полный контроль над королевством.

### Пир стервятников
Со смертью её отца и сына Джоффри Баратеона, Серсея Ланнистер де факто правит королевством. Её второго сына Томмена Баратеона коронуют, однако он слишком мал и не интересуется делами государства, подписывая каждый указ, что кладут перед ним. Серсея правит государством на грани разорения. В связи со смертью Тайвина, Ланнистеры начинают терять свою власть. Огромные потери, понесённые их домом в войне, в сочетании с перебоями в торговле и неурожаем из-за военного времени означает, что правящий дом Ланнистеров зависит от денег и людей дома Тиреллов. Тиреллы использовали это и начали забирать власть в столице, что приводит Серсею в оцепенение.
Кроме того, Серсея совершает ряд политических и экономических просчётов, например таких как возрождение религиозно-военных орденов, упразднённых некогда Джейехерисом I Таргариеном, что приводит к отчуждению её союзников, таких как Пицель и Киван Ланнистер, а также усилению влияния Церкви Семерых на политику в стране. В попытке подорвать позицию дома Тиреллов, а также освободить своего сына от брака с Маргери Тирелл, Серсея обвиняет Маргери в прелюбодеянии и измене. Однако эта уловка имеет неприятные последствия: расследование против Маргери раскрывает доказательства супружеской неверности и соучастия в смерти Роберта Баратеона самой Серсеи. Она исповедуется в измене мужу и, в качестве наказания, её раздевают догола и заставляют пройти через всю столицу на виду у общественности. Её виновность в других грехах будет решаться судом поединком.

### Танец с драконами
Серсея проходит свой путь позора, однако в конце ломается. Более серьёзные обвинения в цареубийстве и инцесте будут решены судом поединком. Она изначально хочет, чтобы Джейме отстаивал её честь, однако ему вконец опротивели её обвинения в адрес Тириона и то, что она имела других любовников, кроме него, поэтому он сжигает её письмо. Пока Серсея находится в тюрьме в ожидании суда, королевством правят Пицель и Киван. Однако после того, как Варис возвращается в столицу и убивает обоих, положение Серсеи становится ещё более шатким.

### Ветра зимы
29 мая 2016 года на фестивале Balticon Джордж Мартин сообщил, что Серсея Ланнистер будет ПОВом по крайней мере одной главы данной книги. В июне 2022 года Джордж Мартин сообщил о завершении глав Серсеи Ланнистер и о начале работы над главами Бриенны Тарт и Джейме Ланнистера.

## В экранизации

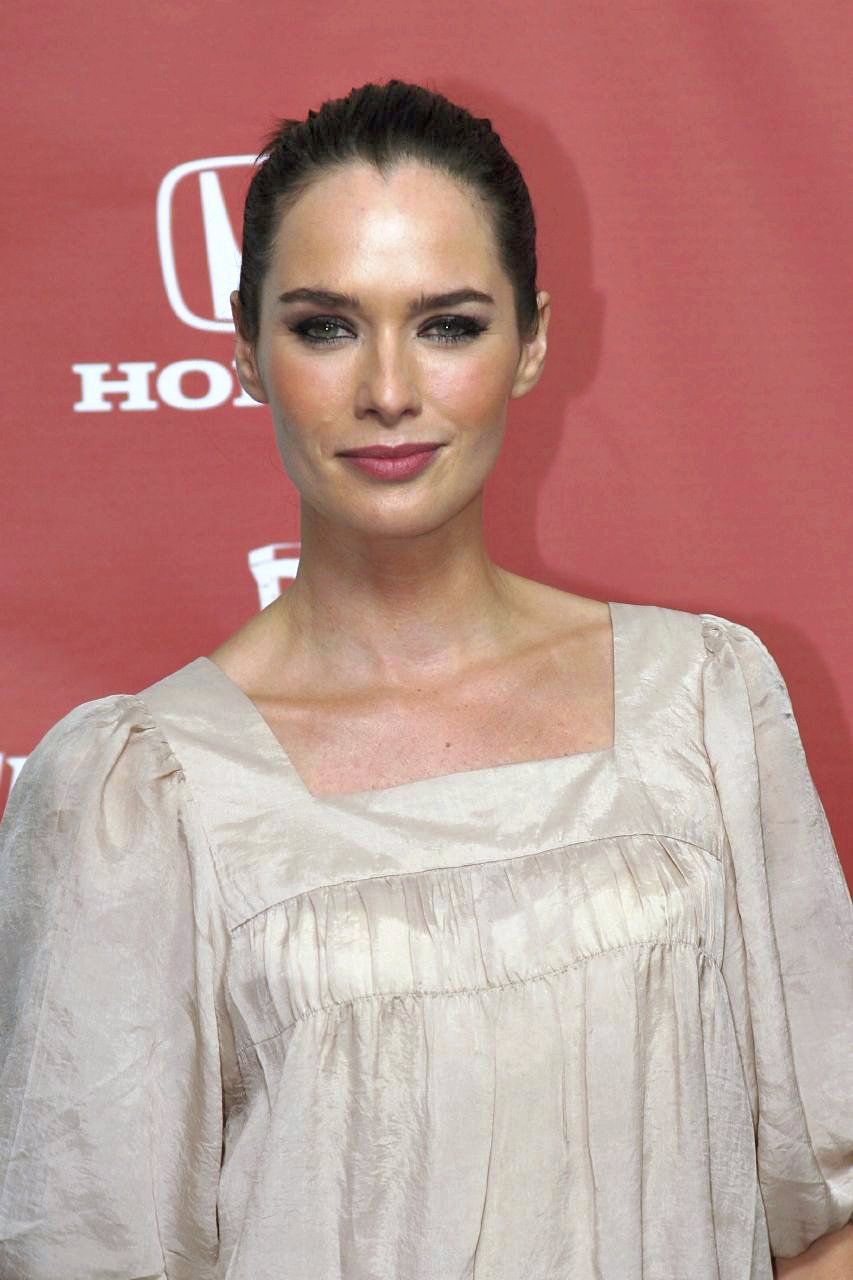
Лина Хиди в 2007 году.

В телесериале «Игра престолов» роль Серсеи Ланнистер играет британская актриса Лина Хиди. В пятом сезоне во флешбэке юную Серсею сыграла актриса Нелл Уильямс.
«Deadline» подтвердил, что 21 июня 2016 года Лина Хиди, а также Питер Динклэйдж, Николай Костер-Вальдау, Эмилия Кларк и Кит Харингтон, вели переговоры о последних двух сезонах. Также сообщалось, что актёрам повысили зарплату до $500 000 за эпизод для седьмого и восьмого сезонов. 18 ноября 2016 года их зарплата была повышена до $1 100 000 за эпизод для седьмого и восьмого сезонов. 25 апреля 2017 года их зарплата была повышена до £2 000 000, то есть до $2 600 000 за эпизод для седьмого и восьмого сезонов.

#### Шестой сезон
Сюжетная линия Серсеи Ланнистер в сериале опережает книжную начиная с шестого сезона.
В самом начале 6 сезона в сопровождении Роберта Стронга встретила вернувшегося из Дорна вместе с телом Мирцеллы Джейме и рассказала ему про пророчество Мейеги Лягушки. После похорон Мирцеллы встретилась с Томменом, а заодно и отомстила с помощью Роберта Стронга одному из насмехавшихся во время её позорного шествия жителей Королевской гавани. Явилась на заседание Малого совета, а до этого потребовала от Квиберна отправить «пташек» Вариса в Дорн, Простор и на Север с целью разузнать про противников короны. Беседовала с Томменом насчёт Его Воробейшества. На заседании Малого совета вместе с Джейме убедила Кивана Ланнистера и Оленну Тирелл выступить с армией против Его Воробейшества. Успокоила Джейме, заверив его в том, что Роберт Стронг поможет ей в испытании поединком, и согласилась с решением Томмена отправить Джейме в Речные земли. Имела неприятную беседу с леди Оленной. В 8 серии 6 сезона она отказалась беседовать с Его Воробейшеством в Септе Бейлора. Стала свидетельницей отмены Томменом закона в отношении суда поединком. Также её младший сын объявил Королевскому двору, что Серсею Ланнистер и Лораса Тирелла будет судить Суд Семерых. В самом конце 6 сезона показано, как Серсее удаётся отомстить «воробьям» и Тиреллам на заседании Суда Семерых в Септе Бейлора, а она сама становится новой правительницей Семи королевств после самоубийства её сына Томмена.

#### Седьмой сезон
Для вида пообещала Джону Сноу и Дейенерис поддержку в борьбе против армии мёртвых, намереваясь переждать войну в Вестеросе. Выплатив Железному банку весь долг короны захваченным золотом Хайгардена, наняла войско Золотых мечей.

#### Восьмой сезон
В начале финального сезона Серсея с помощью Железного флота Эурона Грейджоя получает поддержку в Королевской гавани от наёмников. После победы над флотом Дейенерис в 4 серии и гибели второго дракона — Рейегаля, убитого Железнорождёнными Эурона Грейджоя, отказывается сдаться и отдаёт приказ о казни попавшей к ней в плен Миссандеи. В 5 серии 8 сезона при разрушении Твердыни Мейгора от пламени дракона Серсея гибнет вместе с братом Джейме при попытке покинуть Королевскую гавань через подземный ход. В финальной серии сериала тела Джейме и Серсеи обнаруживает там их брат Тирион Ланнистер.